# Seznam slovenskih bibliografov
Seznam slovenskih bibliografov.

## A
- Štefan Adamič †
- Friedrich Ahn †
- Terezija Antolin
- Janez A. Arnež †

## B
- Karel Bačer †
- Jože Bajec †
- Ivanka Baran (r. Žmavc) †
- Tomaž Bartol?
- Franjo Baš †
- Marjana Benčina
- Branko Berčič †
- Marjan Blažon ?
- Janez Bogataj
- Jana Bradač ?
- Marijan Brecelj †
- Nikica Brumen †
- Štefka Bulovec †
- Stanko Bunc †
- Vida Burkeljca

## C
- Karel Ceglar †
- Jadranka Cergol
- Nataša Ciber
- Alojz Cindrič †
- Majda Clemenz?
- Etbin Henrik Costa †
- Drago Cvetko

## Č
- Betka Černač
- Breda Čop
- Robert Čuden

## D
- Stanka Dimc
- France Dobrovoljc †
- Anton Dokler †
- Mojca Dolgan-Petrič ?
- Marjeta Domej
- Ivan Dornik †
- Marko Dvořák

## E
- Jakob Emeršič †
- Marija Vera Erjavec

## F
- Jože Faganel
- Bogomil Fatur †
- Simona Frankl

## G
- Bogomil Gerlanc †
- Karel Glaser †
- Nataša Godec
- Lojze Golobič †
- Sonja Gorec †
- Martin Grum
- Eva Gspan

## H
- Jana Hafner
- Miran Hladnik
- Ivica Hočevar
- Matjaž Hočevar
- Tatjana Hojan †
- Eva Holz
- Marija Hribar
- Nina Hriberšek Vuk
- Renata Hrovatič?

## I
- Jana Intihar Ferjan

## J
- Marija Jagodic=Marija Makarovič
- Miloš Jakopec
- Andreina Jejčič Troha
- Ivo Jevnikar
- Janez Jug (1957)
- Stanko Jug †
- Hermina Jug-Kranjec †
- Ana Juvančič Mehle
- Primož Južnič
- Stanislav Južnič?

## K
- Ludvik Kaluža
- Nataša Kandus
- Zdenka Karlin
- France Kidrič †
- Ivan Klemenčič
- Katja Klopčič Lavrenčič?
- Elizabeta Kmecl (r. Kavkler)
- Ida Knez Račič †
- Ana Koblar Horetzky †
- Urša Kocjan
- Rudolf Kodela
- Jože Kokole †
- Miroslav Kokolj †
- Petra Kolenc?
- Rudolf Kolarič †
- Antonija Kolerič †
- Bogo Komelj? †
- Petra Koršič?
- Stanislav Kos †
- Tatjana Kovač (*1950)
- Fanika Krajnc Vrečko?
- Darja Kramberger
- Andrej Kranjc?
- Marko Kranjec  †
- Mateja Krapež
- Vilma Krapež
- Janko Krek †
- Anton Cvetko Kristan †
- Franc Kuzmič †

## L
- Andrijan Lah †
- Dunja Legat
- Janez Logar †
- Alenka Logar Pleško
- Slavka Lokar †
- Mira Lojk
- Nina Antonija Lovrenčič-Lenček †
- Helena Ložar Podlogar

## M
- Ksenija Majovski
- J.ože? Malnar
- Josip Mantuani †
- Josip Marn †
- Apolonija Marolt Zupan
- Milko Matičetov †
- Alenka Mayer Laznik
- Ana Mehle
- Veselin Mišković
- Mojca Mlinar Strgar
- Janko Moder †
- Ivan Molek †
- Jože Munda †
- Matija Murko? †

## N
- Nada Novak
- Vlado Novak †
- Zdravko Novak †

## O
- Ferdinand Odak
- Mojca Ogrin
- Borut Osojnik ?
- Katja Ozebek

## P
- Breda Pajsar
- Tjaša Pavletič Lacko
- Darja Peperko Golob?
- Albina Perkič?
- Marjan Pertot †
- Rajko Perušek †
- Maja Peteh
- France Pibernik? †
- Avgust Pirjevec †
- Zlata Pirnat-Cognard
- Melita Pivec Stele  †
- Boža Pleničar †
- Pavel Plesničar
- Mateja Podlesnik
- Marko Pohlin †
- Alenka Porenta
- Ančka Posavec †
- Jasna Posavec
- Jože Povšič †
- Nada Prašelj †
- Igor Presl

## R
- Mojca Račič Simončič
- Sonja Reisp †
- Boris Rifl
- Janko Rogelj?
- Zala Rott?
- Niko Rupel †

## S
- Irena Sajovic?
- Drago Samec
- Miša Sepe
- Franc Simonič †
- Ivan Simonič †
- Primož Simoniti †
- Anka Sollner Perdih
- Nataša Stergar
- Sonja Stergaršek
- Stane Suhadolnik? †

## Š
- Miša Šalamun (Dagmar Šalamun, r. Gulič) †
- Barbara Šatej
- Ivan Škafar †
- Dušan Škedl ?
- Daniela Škerget
- France Škerl †
- Edo Škulj  †
- Janko Šlebinger †
- Rado Šturm †
- Tanja Šulak?
- Marjeta Šušterčič
- Mateja Švajncer

## T
- Darka Tancer Kajnih
- Ivan Tomšič †
- Jurij Matej Trunk †

## U
- Majda Ujčič
- Tjaša Ujčič
- Mojca Uran
- Cecilij Urban †

## V
- Marijana Vajngerl
- Franc Verbinc †
- Zvone Verstovšek †
- Maks Veselko †
- Anka Vidovič Miklavčič
- Vera Visočnik
- Mira Vončina
- Mira Vovk-Avšič?

## W
- Lidija Wagner (r. Pavčnik)

## Z
- Ana Zadnikar
- Renata Zadravec Pešec
- Frank Zajc
- Alenka Zelenik
- Igor Zemljič
- Marja Zorn-Pogorelc Marja Zorn
- Špela Zupanc
- Jože Zupančič (bibliotekar)

## Ž
- Nena Židov?
- Avgust Žigon ?†